# 강효경
강효경은 KBS, YTN, MBN, 채널A, 기상청 등 방송통역전문 수화통역사이다.

## 수화방송 경력

### 뉴스
- KBS1 뉴스 12 수화 통역 (2006년 5월 15일 ~ 현재)
- KBS2 아침뉴스타임 수화 통역 (2020년 7월 6일 ~ 현재)